# Хутор 7-й
Хутор 7-й — упразднённый хутор в Кизильском районе Челябинской области. На момент упразднения входил в состав сельсовета Путь Октября. Исключён из учётных данных в 1995 году.

## География
Располагался вблизи истока реки Амамбайка (приток реки Большая Караганка), на расстоянии примерно 6 км по прямой к юго-востоку от поселка Путь Октября.

## История
По данным на 1970 год хутор Хутор № 7 входил в состав  сельсовета Путь Октября. В нём располагалась ферма 2-го отделения совхоза «Путь Октября».
Исключен из учётных данных Постановлением Областной Думы Челябинской области от 21 декабря 1995 года № 307.

## Население
| 1970 | 1977 | 1983 |
| ---- | ---- | ---- |
| 29   | ↘5   | ↗11  |